# Аширово
Аширово (рос. Аширово) — село у Кунашацькому районі Челябінської області Російської Федерації.
Входить до складу муніципального утворення Ашировське сільське поселення. Населення становить 243 особи (2010).

## Історія
Від 1930 року належить до Кунашацького району, спочатку в складі Башкирської АРСР, а відтак Челябінської області.
Згідно із законом від 12 листопада 2004 року органом місцевого самоврядування є Ашировське сільське поселення.

## Населення
| 2002 | 2010 |
| ---- | ---- |
| 310  | ↘243 |